# Liste des stations du métro de Samara
La liste des stations du métro de Samara concerne les stations utilisées actuellement, ainsi que celles en projet du métro de Samara.

## Première ligne du métro
Liste des stations ouvertes entre le 26 décembre 1987 et le 1er février 2015.
- Ioungorodok
- KirovskaÏa
- Bezymianka
- Pobeda
- Sovetskaïa
- Sportivnaïa
- Gagarinskaïa
- Moskovskaïa
- Rossiïskaïa
- Alabinskaïa
- Samarskaïa (projet)
- Teatralnaïa (projet)